# Ragazzi fuori
Ragazzi fuori è un film del 1990 diretto da Marco Risi.
Scritto e sceneggiato insieme ad Aurelio Grimaldi, questo film rappresenta il seguito di Mery per sempre. Del 1992 è il seguito ideale Vite perdute, diretto da Giorgio Castellani.

## Trama
A Palermo il futuro per i ragazzi usciti dal carcere minorile Malaspina non appare roseo, perché non riescono a reinserirsi nella società.
Natale, a causa del suo passato, non riesce a trovare lavoro, così si dà alla vita di strada. Matteo altrettanto si dedica al furto. Carmelo, rimasto guercio per un violento litigio avvenuto in carcere con Claudio, gestisce affari di droga con il padre ed i fratelli.

Roberto Mariano in una scena del film

Antonio, al quale vengono sequestrati l'Ape e la merce, è costretto a chiedere aiuto a Carmelo, che lo coinvolge nello spaccio di stupefacenti, ma viene presto arrestato. Tornato al carcere di Malaspina, studia per ottenere la licenza media. Negli scambi epistolari con i vecchi compagni di detenzione, si dice dispiaciuto per l’assenza del Prof. Terzi, protagonista del film precedente.
Mery continua la strada del marciapiede per essere successivamente chiamata al processo per le lesioni arrecate a un suo cliente del film precedente. Nonostante l’intercessione di quest’ultimo, che dimentico dell'episodio chiede al giudice di non essere troppo severo, subirà una dura condanna, da scontare nel carcere dell'Ucciardone. "King Kong" lavora come cameriere; coinvolto in un furto da un suo amico, verrà assassinato da un agente della Polizia di Stato, furioso per il lungo inseguimento di corsa. 
Claudio, infine, uscito dal carcere minorile Filangieri di Napoli, torna a Palermo, si sposa, ha una figlia e lavora come meccanico. Un giorno Carmelo, che aveva perso un occhio per una colluttazione avuta con lui nel carcere minorile, casualmente lo riconosce nell'officina dove lavora, e decide di vendicarsi. Lo aspetta una sera mentre sta rincasando da lavoro, e con l'aiuto di un compare gli tende un agguato e lo aggredisce a calci e pugni lasciandolo a terra esanime. La mattina la polizia trova un corpo carbonizzato nella discarica di Bellolampo e dall'abbigliamento si può intuire la possibile identità di Claudio.
Il film termina con una serie di foto che ritraggono ciascun attore, con il rispettivo commento fuori campo dei diretti interessati, dal quale emerge un quadro non ottimistico della loro vita reale, tranne forse qualche eccezione. L'ultimo a parlare è il genitore di Stefano Consiglio, a cui il film è dedicato, un giovane adolescente ucciso nelle stesse circostanze in cui King Kong viene ucciso nel film. Un caso rimasto per molto tempo mai chiarito e per il quale le autorità avevano chiesto l'archiviazione.

## Curiosità
In una delle scene iniziali del film, si vede, nei pressi di un mercato rionale, "King Kong" a cui un amico chiede di pescare un numero dalla sua valigia, il numero estratto è il 404, lo stesso numero del tragico volo in cui pochi mesi dopo l'uscita del film perderà la vita l'attore del cast Roberto Mariano.

## Riconoscimenti
- 1991 – David di Donatello[3]
  - Miglior regista a Marco Risi
  - Miglior produttore a Claudio Bonivento
- 1991 - Ciak d'oro
  - Miglior montaggio a Franco Fraticelli[4]
  - Migliore colonna sonora a Giancarlo Bigazzi[4]